# Liste der Wissenschaftsminister Brasiliens
Die Liste der Wissenschaftsminister Brasiliens verzeichnet sämtliche Minister des brasilianischen Ministeriums seit 1985, das die Ressorts Wissenschaft und Technologie zur Aufgabe hat.
Die Amtsbezeichnungen wechselten seit Gründung des Wissenschaftsministerium im Jahr 1985:
- 1985 bis 1989: Ministério da Ciência e Tecnologia (MCT)
- 1989 bis 1990: Secretaria do Ministério do Desenvolvimento da Indústria e Comércio sowie Secretaria Especial da Ciência e Tecnologia
- 1990 bis 1992: Secretaria da Ciência e Tecnologia
- 1992 bis 2011: Ministério da Ciência e Tecnologia (unter der Regierung Lula da Silvas)
- August 2011 bis Mai 2016: Ministério da Ciência, Tecnologia e Inovação (MCTI) (unter der Regierung Dilma Rousseffs)
- ab Mai 2016: Ministério da Ciência, Tecnologia, Inovações e Comunicações (unter den Regierungen Michel Temer und Jair Bolsonaro)

| #  | Name                                             | Beginn        | Ende          | Amt | Regierung von                          |
| -- | ------------------------------------------------ | ------------- | ------------- | --- | -------------------------------------- |
| 1  | Renato Archer                                    | 15. März 1985 | 23. Okt. 1987 | Ministério da Ciência e Tecnologia Minister für Wissenschaft und Technologie, Wissenschafts- und Technologieminister               | José Sarney Sechste oder Neue Republik |
| 2  | Luiz Henrique da Silveira                        | 23. Okt. 1987 | 29. Juli 1988 | Ministério da Ciência e Tecnologia Minister für Wissenschaft und Technologie, Wissenschafts- und Technologieminister               | José Sarney Sechste oder Neue Republik |
| 3  | Luiz André Rico Vicente                          | 29. Juli 1988 | 16. Aug. 1988 | Ministério da Ciência e Tecnologia Minister für Wissenschaft und Technologie, Wissenschafts- und Technologieminister               | José Sarney Sechste oder Neue Republik |
| 4  | Ralph Biasi                                      | 16. Aug. 1988 | 15. Jan. 1989 | Ministério da Ciência e Tecnologia Minister für Wissenschaft und Technologie, Wissenschafts- und Technologieminister               | José Sarney Sechste oder Neue Republik |
| 5  | Roberto Cardoso Alves                            | 16. Jan. 1989 | 13. März 1989 | Ministério da Ciência e Tecnologia Minister für Wissenschaft und Technologie, Wissenschafts- und Technologieminister               | José Sarney Sechste oder Neue Republik |
| 6  | Décio Leal de Zagottis                           | 29. März 1989 | 29. Nov. 1989 | Secretaria do Ministério do Desenvolvimento da Indústria e Comércio                                                                | José Sarney Sechste oder Neue Republik |
| 6  | Décio Leal de Zagottis                           | 29. Nov. 1989 | 14. März 1990 | Secretaria Especial da Ciência e Tecnologia                                                                                        | José Sarney Sechste oder Neue Republik |
| 7  | José Goldemberg                                  | 15. März 1990 | 21. Aug. 1991 | Secretaria da Ciência e Tecnologia Amt für Wissenschaft und Technologie beim Präsidialamt der Republik                             | Fernando Collor de Mello               |
| 8  | Edson Machado de Sousa                           | 21. Aug. 1991 | 1. Apr. 1992  | Secretaria da Ciência e Tecnologia Amt für Wissenschaft und Technologie beim Präsidialamt der Republik                             | Fernando Collor de Mello               |
| 9  | Hélio Jaguaribe                                  | 1. Apr. 1992  | 1. Okt. 1992  | Secretaria da Ciência e Tecnologia Amt für Wissenschaft und Technologie beim Präsidialamt der Republik                             | Fernando Collor de Mello               |
| 10 | José Israel Vargas                               | 27. Okt. 1992 | 1. Jan. 1995  | Ministério da Ciência e Tecnologia Minister für Wissenschaft und Technologie, Wissenschafts- und Technologieminister               | Itamar Franco                          |
| 10 | José Israel Vargas                               | 1. Jan. 1995  | 1. Jan. 1999  | Ministério da Ciência e Tecnologia Minister für Wissenschaft und Technologie, Wissenschafts- und Technologieminister               | Fernando Henrique Cardoso              |
| 11 | Bresser Pereira                                  | 1. Jan. 1999  | 21. Juli 1999 | Ministério da Ciência e Tecnologia Minister für Wissenschaft und Technologie, Wissenschafts- und Technologieminister               | Fernando Henrique Cardoso              |
| 12 | Ronaldo Sardenberg                               | 21. Juli 1999 | 1. Jan. 2003  | Ministério da Ciência e Tecnologia Minister für Wissenschaft und Technologie, Wissenschafts- und Technologieminister               | Fernando Henrique Cardoso              |
| 13 | Roberto Amaral                                   | 1. Jan. 2003  | 21. Jan. 2004 | Ministério da Ciência e Tecnologia Minister für Wissenschaft und Technologie, Wissenschafts- und Technologieminister               | Luiz Inácio Lula da Silva              |
| 14 | Eduardo Campos                                   | 23. Jan. 2004 | 18. Juli 2005 | Ministério da Ciência e Tecnologia Minister für Wissenschaft und Technologie, Wissenschafts- und Technologieminister               | Luiz Inácio Lula da Silva              |
| 15 | Sérgio Machado Rezende                           | 19. Juli 2005 | 31. Dez. 2010 | Ministério da Ciência e Tecnologia Minister für Wissenschaft und Technologie, Wissenschafts- und Technologieminister               | Luiz Inácio Lula da Silva              |
| 16 | Aloizio Mercadante                               | 1. Jan. 2011  | 2. Aug. 2011  | Ministério da Ciência e Tecnologia Minister für Wissenschaft und Technologie, Wissenschafts- und Technologieminister               | Dilma Rousseff                         |
| 16 | Aloizio Mercadante                               | 2. Aug. 2011  | 24. Jan. 2012 | Ministério da Ciência, Tecnologia e Inovação Minister für Wissenschaft, Technologie und Innovation                                 | Dilma Rousseff                         |
| 17 | Marco Antonio Raupp                              | 24. Jan. 2012 | 17. März 2014 | Ministério da Ciência, Tecnologia e Inovação Minister für Wissenschaft, Technologie und Innovation                                 | Dilma Rousseff                         |
| 18 | Clelio Campolina Diniz                           | 17. März 2014 | 1. Jan. 2015  | Ministério da Ciência, Tecnologia e Inovação Minister für Wissenschaft, Technologie und Innovation                                 | Dilma Rousseff                         |
| 19 | Aldo Rebelo                                      | 1. Jan. 2015  | 1. Okt. 2015  | Ministério da Ciência, Tecnologia e Inovação Minister für Wissenschaft, Technologie und Innovation                                 | Dilma Rousseff                         |
| 20 | Celso Pansera                                    | 2. Okt. 2015  | 14. Apr. 2016 | Ministério da Ciência, Tecnologia e Inovação Minister für Wissenschaft, Technologie und Innovation                                 | Dilma Rousseff                         |
| —  | Emília Maria Silva Ribeiro Curi (interimistisch) | 14. Apr. 2016 | 12. Mai 2016  | Ministério da Ciência, Tecnologia e Inovação Minister für Wissenschaft, Technologie und Innovation                                 | Dilma Rousseff                         |
| 21 | Gilberto Kassab                                  | 12. Mai 2016  | 1. Jan. 2019  | Ministério da Ciência, Tecnologia, Inovações e Comunicações Minister für Wissenschaft, Technologie, Innovationen und Kommunikation | Michel Temer                           |
| 22 | Marcos Pontes                                    | 1. Jan. 2019  | —             | Ministério da Ciência, Tecnologia, Inovações e Comunicações Minister für Wissenschaft, Technologie, Innovationen und Kommunikation | Jair Bolsonaro                         |